# Kohlbach (Gersprenz)
Der Kohlbach ist ein ca. 2,3 Kilometer langer rechter und nordöstlicher Zufluss der Gersprenz.

## Geographie

### Verlauf
Der Kohlbach entspringt im Odenwald, in der Gemarkung Ober-Klingen, Gemeinde Otzberg im Landkreis Darmstadt-Dieburg. Der Quellbereich befindet sich in der unter Naturschutz stehenden Löss-Schlucht Hohl Felsenwiese am Kalkofen. Von dort  fließt er in südwestliche Richtung zu Tal. In Höhe des Kohlbacher Hof münden zwei weitere Quellbäche ein. Kurz hinter dem Kohlbacher Hof überquert er die Kreisgrenze zum Odenwaldkreis und fließt parallel zur Landesstraße L 3065, wo er für ca. 800 m die Grenze zwischen den Gemarkungen Wersau und Brensbach bildet. Hier mündet ein dritter Quellbach von Osten ein. Auf Höhe des Hotels und ehemaligen Bahnhofs Zum Kühlen Grund unterquert der Kohlbach auf Wersauer Gemarkung die B 38 und mündet als rechter Nebenfluss in die Gersprenz.

### Flusssystem Gersprenz
- Fließgewässer im Flusssystem Gersprenz